# Rxvt-unicode
Rxvt-unicode, conocido comúnmente como urxvt, es un emulador de terminal de color VT100 para el X Window System. Fue escrito por Marc Lehmann, quien lo bifurcó de rxvt en noviembre de 2003.
Incluye diversas mejoras con respecto a rxvt, como soporte para pestañas, Unicode, tipos de letra de Xvt y corrección de fallos como cuelgues y errores de visualización de caracteres de sistemas de escritura no latinos, como el árabe.
Después de que aterm se fusionara en Rxvt-unicode, éste se convirtió en el emulador de terminal predeterminado del gestor de ventanas AfterStep.